# Schlacht von Sosopol
Die Schlacht von Sosopol war eine Schlacht während des Russisch-Türkischen Krieges von 1828/29, die nach kurzer Belagerung mit der Erstürmung und Besetzung von Sosopol endete. Die russischen Truppen unter dem Kommando von Konteradmiral Michail Kumani hielten die Stadt fünf Monate besetzt.

## Geschichte
Während des Russisch-Türkischen Krieges von 1828/29 wurde die osmanische Festung Sosopol am 16. Februar 1829 nach einem Gefecht von russischen Truppen eingenommen, um die vorrückenden russischen Truppen besser versorgen zu können und abzusichern. Die russischen Truppen kamen von den russischen Segellinienschiffen Imperatriza Marija (84-er, Arsenal Nikolajew, 1828), Panteleimon (74-er, Arsenal Nikolajew, 1824) und Pimen (74-er, Asenal Cherson, 1823) sowie von den Fregatten Rafail (36-er, Asenal Sewastopol, 1828) und Ewstarij (44-er, Asenal Cherson, 1817) und von drei Kanonenbooten. Insgesamt wurden 1162 Mann Landungstruppen abgesetzt, unter dem Oberkommando von Konteradmiral Michail Nikolajewitsch Kumani (1770–1865; russ.: Михаил Николаевич Кумани).
Sosopol hatte sich gegen die Russen vom Meer her mit drei Küstenbatterien verteidigt. Gegen Angriffe von der Landseite war die Stadt durch eine Redoute und eine Steinmauer geschützt.
In der Vorbereitung der Eroberung Sosopols hatte Zar Nikolaus I. dem Plan zur Eroberung der Stadt zugestimmt, unter der Bedingung, dass Konteradmiral Miachail Kumani danach keine weiteren Truppen zur Verstärkung bekommen sollte, um die Stadt zu halten. Denn die Haupttruppen lagen in Warna und konnten für die Verteidigung von Sosopol nicht entbehrt werden.
Der sofort einberufene Militärrat des Russischen Kaiserreiches entschied, dass Sosopol eingenommen werden müsse, da die dortige Garnison mit 1000 Mann russischen Truppen und mit der Unterstützung des russischen Geschwaders lange gegen neue Angriffe der Osmanen verteidigt werden könnte. Es wurde jedoch beschlossen die Einnahme der beiden nahegelegenen Inseln auf einen günstigeren Zeitpunkt zu verschieben.
Entsprechend diesem Beschluss fuhr das Geschwader von Konteradmiral Kumani mit seinen drei Schlachtschiffen, zwei Fregatten, drei Kanonenbooten und zwei Transportschiffen (mit 335 Kanonen) mit 1162 Mann Landungstruppen nach Sosopol. Am frühen Morgen des 15. Februar 1829 näherte sich das Geschwader der Reede von Sosopol und wurde von der Küstenbatterie unter Feuer genommen. Trotz des Beschusses nahmen alle russischen Schiffe bis 9 Uhr ihre vorgesehene Position ein. Eine Gruppe Parlamentäre wurde ans Ufer gesetzt, um die Übergabe der Stadt zu fordern.
Hamil-Pascha erwiderte, dass die Garnison bis zum letzten Mann kämpfen werde. Deshalb eröffneten die russischen Schiffe um 15 Uhr das Feuer und zerstörten alle Küstenbatterien. Danach wurden wieder russische Parlamentäre geschickt mit dem Vorschlag, Gespräche über die Übergabe von Sosopol zu führen. Konteradmiral Kumani verlangte die bedingungslose Kapitulation, und dass Hamil-Pascha persönlich auf dem russischen Flaggschiff erscheine, um die Kapitulation zu unterschreiben.
Da die russische Forderung bis zum nächsten Morgen nicht erfüllt war, erfolgte die Anlandung eines 500 Mann starken russischen Kommandos. Dann wurde wieder ein Parlamentär zu Hamil-Pascha geschickt, um ihm über die Landung zu berichten und dass die Stadt im Sturmangriff genommen werden würde, wenn er sie nicht freiwillig übergebe.
Der zurückkehrende Parlamentär berichtete bei seiner Rückkehr, dass die etwa 1600 Mann starken osmanischen Truppen beim Anblick der Russen die Stadt verlassen hätten und in Richtung Konstantinopel abgezogen seien. Der Parlamentär nahm zusammen mit 14 Matrosen die Hauptbatterie ein und hisste dort die russische Fahne. Die Landetruppen nahmen dann die Redoute ein und danach die gesamte Stadt Sosopol. Hamil-Pascha und sein Gefolge von 50 Mann wurden gefangen genommen. Als Kriegstrophäen wurden zwei Fahnen mitgenommen, neun Festungsgeschütze und zwei Feldgeschütze, ebenso eine große Menge an Munition und Vorräten.
Die russischen Truppen machten sich sofort an die Reparatur der beschädigten Küstenbatterien und Befestigungsanlagen. Die Geschütze für die Verteidigung der Stadt stammten von den russischen Schiffen.
Ende des Monats traf noch eine 1500 Mann starke russische Verstärkung in Sosopol ein. Die Brigg Ganymed ging bei der Insel Sweta Anastasia (12 km westlich von Sosopol, in der Bucht von Burgas) vor Anker, um zu verhindern, dass die Osmanen die Insel einnehmen könnten. Danach trafen nochmals 1000 Mann russische Verstärkung ein, die sofort mit in die Baumaßnahmen an der Festung eingebunden wurden. Die russische Führung hatte richtig vorausgesehen, dass sich die Osmanen nicht mit dem Verlust von Sosopol abfinden würden. Am 28. Mai 1829 griffen ungefähr 4000 osmanische Infanteristen und fast 1800 Mann Kavallerie die nunmehr von den Russen verteidigte Stadt an. Bei den schweren Kämpfen wurden die osmanischen Truppen jedoch immer wieder von der russischen Infanterie, der Festungsartillerie und den Schiffsgeschützen zurückgeschlagen. Die in der Schlacht von Sosopol gefallenen Soldaten wurden auf der Insel Sweti Iwan in einem speziell dafür eingerichteten russischen Soldatenfriedhof beigesetzt.
Nach dieser Schlacht stabilisierte sich die Lage an diesem Frontabschnitt. Am 19. April 1829 lief ein Geschwader der Russischen Schwarzmeerflotte in der Reede von Sosopol ein, unter dem Kommando von Vizeadmiral Aleksej Grejg (1775–1845; russisch: Алексей Самуилович Грейг). Die Einnahme von Sosopol sicherte der russischen Schwarzmeerflotte einen sehr vorteilhaften Vorposten in relativer Nähe von Konstantinopel. Das erlaubte die ständige Überwachung der osmanischen Flotte und die sichere Bewachung der westlichen Schwarzmeerküste. Nach der Eroberung von Burgas am 12. Juli 1829 wurde die Flotte in den dortigen Hafen verlegt.
Konteradmiral Kumani wurde für die Einnahme von Sosopol und seine entschiedenen Kampfhandlungen mit dem Russischen Orden der Heiligen Anna 1. Klasse und 10.000 Rubel ausgezeichnet. Alle Offiziere des Geschwaders wurden ausgezeichnet. Von den in Sosopol erbeuteten Kanonen wurden zwei den Städten Sewastopol und Nikolajew (heute Mykolajiw) geschenkt – als Symbol für diese Heldentat der Schwarzmeerflotte.

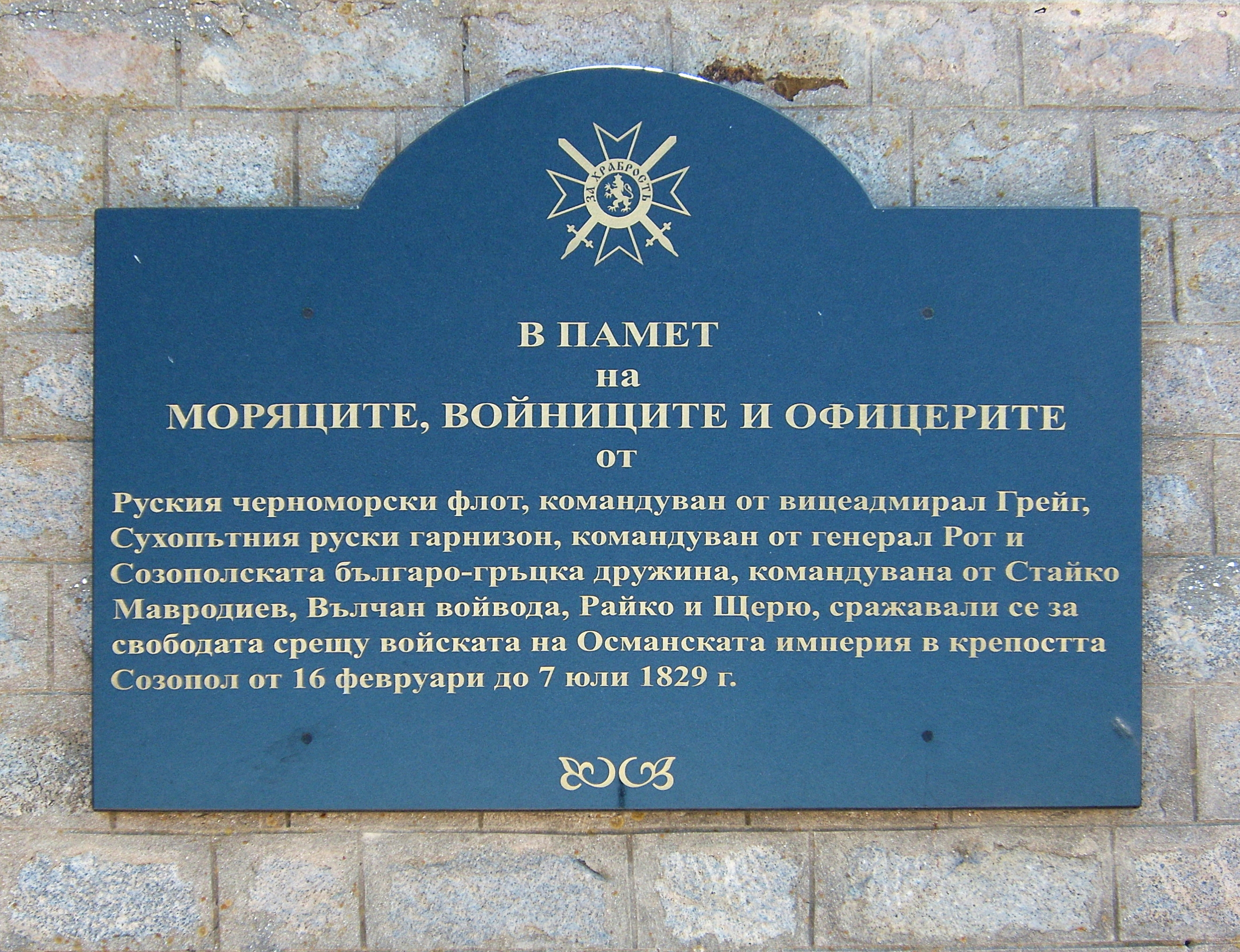
Gedenktafel in Sosopol der in der Schlacht gefallenen russischen Offiziere und Matrosen

Zu Ehren der Einnahme der Stadt Sosopol wurde die im März 1841 in Dienst gestellte und mit 60 Kanonen bestückte Fregatte der russischen Schwarzmeerflotte auf den Namen „Sosopol“ (russisch: Сизополь/Sizopol) getauft. Sie nahm am Krimkrieg (1853–1856) teil und wurde am 11. September 1854 in der Reede von Sewastopol versenkt.
Heute gibt es in Sosopol an der Hafenmeisterei eine Gedenktafel zum Gedenken an die russischen Offiziere und Matrosen, die 1829 an der Einnahme der Festung beteiligt waren.